# L.J. Peak
Darryl Leon Peak jr., detto L.J. (Gaffney, 2 febbraio 1996), è un cestista statunitense.

## Palmarès
- Coppa di Romania: 1

U Cluj: 2020